# Estação 9 de Julio
A Estação 9 de Julio é uma das estações do Metro de Buenos Aires, situada em Buenos Aires, entre a Estação Catedral e a Estação Tribunales. Faz parte da Linha D e faz integração com a Linha B através da Estação Carlos Pellegrini e com a Linha C através da Estação Diagonal Norte.
Foi inaugurada em 03 de junho de 1937. Localiza-se no cruzamento da Avenida Presidente Roque Sáenz Peña com a Rua Carabelas. Atende o bairro de San Nicolás.